# سپشوو
سپشوو (به لاتین: Spešov) یک منطقهٔ مسکونی در جمهوری چک است که در ناحیه بلانسکو واقع شده‌است. سپشوو ۳٫۲۹ کیلومتر مربع مساحت و ۶۵۱ نفر جمعیت دارد و ۲۸۵ متر بالاتر از سطح دریا واقع شده‌است.